# Live from Under the Brooklyn Bridge
Live from Under the Brooklyn Bridge es un EP de la banda irlandesa de rock U2 publicado exclusivamente a través de la tienda iTunes Store en los Estados Unidos y Canadá el 8 de diciembre de 2004. Los cuatro temas disponibles fueron publicados en formato AAC .m4p.
Todos los temas fueron grabados en directo el 22 de noviembre de 2004 durante un concierto sorpresa organizado en el puente de Brooklyn de Nueva York. El concierto fue realizado tras un día entero filmando el video musical de "All Because of You" en Nueva York y filmado para un especial de la cadena MTV.

## Lista de canciones
1. "All Because of You" – 3:42
2. "Sometimes You Can't Make It on Your Own" – 5:20
3. "I Will Follow" – 4:11
4. "Vertigo" – 3:32

## Personal
- Bono: voz
- The Edge: guitarra, teclados y coros
- Adam Clayton: bajo
- Larry Mullen Jr.: batería